# «Из открытого космоса» Джо Чанга
«Из открытого космоса» Джо Чанга (англ. «Jose Chung's From Outer Space») — 20-й эпизод 3-го сезона сериала «Секретные материалы». Премьера состоялась 12 апреля 1996 года на телеканале FOX. Эпизод принадлежит к типу «монстр недели» и никак не связан с основной «мифологией сериала», заданной в первой серии. Режиссёр — Роб Боумэн, автор сценария — Дэрин Морган, приглашённые звёзды — Чарльз Нельсон Рейли, Уильям Лакинг, Алекс Требек.
В США серия получила рейтинг домохозяйств Нильсена, равный 10,5, который означает, что в день выхода серию посмотрели 16,08 миллиона человек.
Главные герои серии — Фокс Малдер (Дэвид Духовны) и Дана Скалли (Джиллиан Андерсон), агенты ФБР, расследующие сложно поддающиеся научному объяснению преступления, называемые Секретными материалами.

## Сюжет
Однажды вечером в округе Класс, штат Вашингтон, пара подростков, Гарольд и Крисси, возвращаются со свидания. После того как их машина внезапно останавливается, они видят НЛО и попадают в плен к паре серых инопланетян. Однако вскоре серые пришельцы сами сталкиваются с гигантским третьим пришельцем, принадлежащим к другой расе, и в этот момент паникующие серые обращаются друг к другу на идеальном английском языке.
Позднее агент Дана Скалли (Джиллиан Андерсон) берет интервью об этом деле у известного автора Хосе Чанга (Чарльз Нельсон Рейли), который готовит книгу о похищениях людей инопланетянами и феномене НЛО. Скалли отмечает, что Крисси была найдена со всей одеждой наизнанку, похоже, что она стала жертвой изнасилования на свидании. На допросе Гарольд утверждает, что не насиловал её, а что их обоих похитили инопланетяне. Нецензурно выражающийся местный детектив Мэннерс (чьи ругательства с юмором заменены такими словами, как «bleep» и «blank») не верит его рассказу, но агент Фокс Малдер (Дэвид Духовны) подвергает Крисси гипнозу, в ходе которого она описывает, что находится на космическом корабле в окружении инопланетян. Гарольд утверждает, что на корабле встретил курящего сигарету серого инопланетянина, который постоянно повторял: «Этого не может быть». Малдер убежден, что Крисси и Гарольд были похищены инопланетянами, но Скалли считает более правдоподобным, что подростки просто занимались сексом по обоюдному согласию и пытаются справиться с эмоциональными последствиями.
Затем агенты беседуют с обходчиком электросетевой компании по имени Роки Крикенсон, который утверждает, что был свидетелем похищения Крисси и Гарольда, а затем превратил свой рассказ очевидца в сценарий. Он рассказывает о странном визите в его дом пары людей в чёрном, которые сказали ему, что НЛО, который он думал, что видел накануне вечером, был всего лишь планетой Венера, и пригрозили убить его, если он расскажет кому-нибудь обратное. Сценарий Роки описывает его встречу с третьим пришельцем (который называет себя Лордом Кинботе), который отвез его к центру Земли и сказал Роки, что у него есть для него великая миссия. Рассказывая версию событий Роки Хосе Чангу, Скалли объясняет, что у Роки «склонная к фантазиям личность». Малдер, однако, считает, что в рассказе Роки есть доля правды, и решает повторно загипнотизировать Крисси. На этот раз Крисси утверждает, что её захватили американские военные, а не инопланетяне, и они промыли ей мозги, заставив поверить в то, что её похитили.
Чанг разговаривает с фанатиком научной фантастики и Dungeons & Dragons Блейном, который часто бродит по ночам по лесам округа Класс в поисках НЛО. Как Блейн рассказывает Чангу, однажды ночью он нашел тело пришельца, которое впоследствии было найдено Малдером, Скалли и детективом Мэннерсом. Блейн считает, что Малдер и Скалли — это пара людей в чёрном. Он утверждает, что Малдер был без эмоций, но вскрикнул, когда увидел пришельца, и что Скалли, которую Блейн считает мужчиной, одетым как женщина, угрожала ему и сказала, чтобы он никому не говорил о теле пришельца. Малдер разрешает Блейну снять на видео, как Скалли проводит вскрытие инопланетянина, и это видео быстро выходит в качестве «документального фильма», который рассказывает Великолепная Яппи. Вскрытие показывает, что пришелец на самом деле мертвый пилот ВВС в костюме. Его начальство прибывает, чтобы забрать тело, но обнаруживает, что оно пропало. Малдер обманом заставляет офицеров раскрыть личность второго пропавшего пилота ВВС, лейтенанта Джека Шефера.
Как вспоминает Малдер, той ночью он нашел Шефера в ошеломленном состоянии, идущего голым по шоссе в округе Класс. Раздобыв ему одежду, Малдер отвозит Шефера в закусочную, где пилот объясняет, что он и его напарник были переодеты в инопланетян и летели на секретном военном аппарате США, спроектированном как НЛО. Он считает, что его, его напарника и двух подростков похитили настоящие инопланетяне в настоящем НЛО, но Шефер также не уверен, является ли его окружение реальным или галлюцинацией, и говорит Малдеру, что, возможно, он сам не существует, поскольку не может быть уверен. Вскоре приходит его начальство, чтобы забрать его; перед тем как покинуть закусочную вместе с военным офицером, он говорит Малдеру, что «я мертвец». Однако у повара закусочной другая версия истории. Он рассказал Хосе Чангу, что в тот вечер Малдер был в закусочной один, без посторонних, и что он задавал повару странные вопросы об НЛО и похищениях инопланетянами, заказывая кусок за куском сладкого картофельного пирога.
Выйдя из закусочной, Малдер возвращается в мотель и обнаруживает в номере Скалли людей в чёрном, которых видел ранее (их играли Джесси Вентура и Алекс Требек). Скалли, похоже, находится в трансе и не помнит, что видела людей в чёрном. На следующее утро Малдер, Скалли и детектив Мэннерс узнают о крушении самолёта ВВС и отправляются на место крушения, где обнаруживают трупы двух пилотов ВВС, которых они встретили ранее. Малдер встречается с Чангом, умоляя его не публиковать книгу, поскольку она ещё больше дискредитирует исследователей и свидетелей НЛО, выставляя их в невыгодном свете.